# Statuette d'Athéna du type Velletri
La Statuette d'Athéna de type Velletri est une sculpture en marbre de Göktepe (Turquie) conservée au musée Saint-Raymond. C'est une réplique romaine datée du IIe siècle de notre ère d'une statue grecque en bronze d'Athéna, réalisée dans la seconde moitié du Ve siècle av. J.-C. par le sculpteur Crésilas.

## Historique de l’œuvre

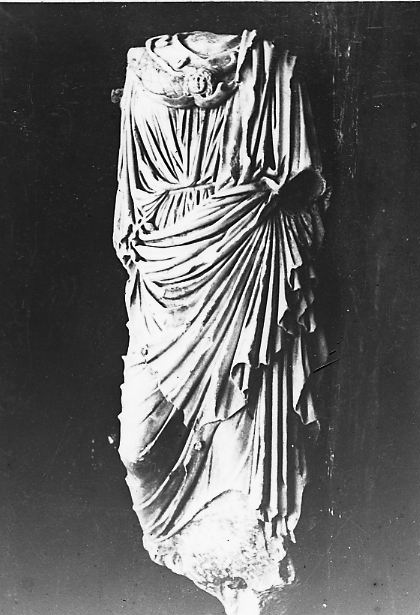
Reproduction d'une photographie de la statuette d'Athéna par Eugène Trutat (après 1891).

Elle a été découverte entre 1890 et 1891 par Albert Lebègue sur le site de la villa romaine de Chiragan à Martres-Tolosane. Elle est exposée au premier étage du musée Saint-Raymond sous le numéro d'inventaire RA 113 (anciennement Inv. 30340).

## Description

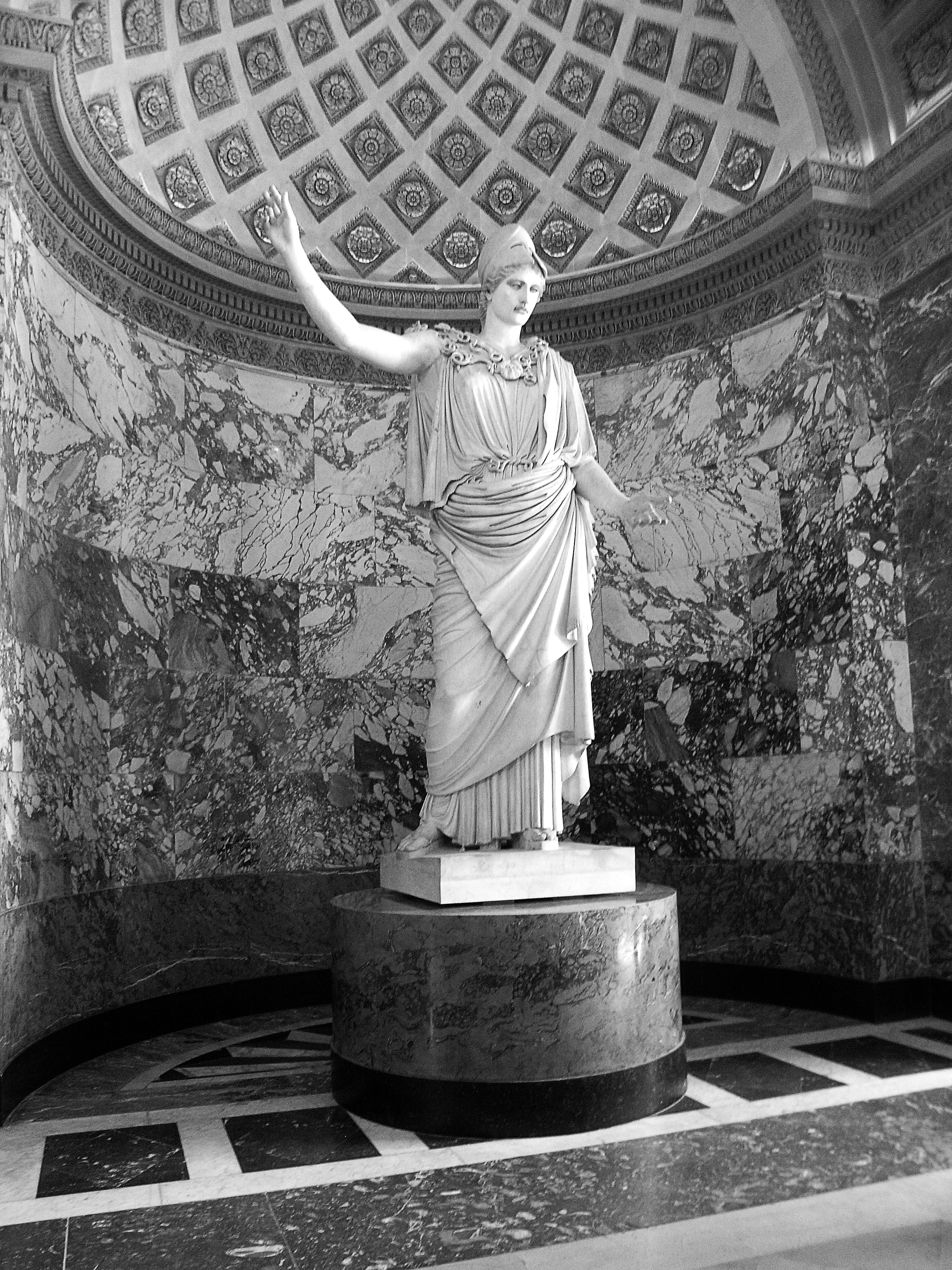
Pallas de Velletri (musée du Louvre)

Cette réplique en ronde-bosse de petite dimension (61 cm de haut sur 23 cm de large) est acéphale. Elle est également privée de ses bras et de sa partie inférieure. Elle est habillée du péplos et de l'himation (équivalent au pallium romain). Autour de son cou, Athéna porte l'égide, identifiable grâce au gorgonéion.
Le style de cette statuette, dit Pallas de Velletri, dérive de la statue colossale de l'Athéna aujourd'hui exposée au musée du Louvre.
Grâce aux autres répliques, on peut imaginer que la déesse portait un casque et tenait une lance dans la main droite.